# Kasteel van Lontzen

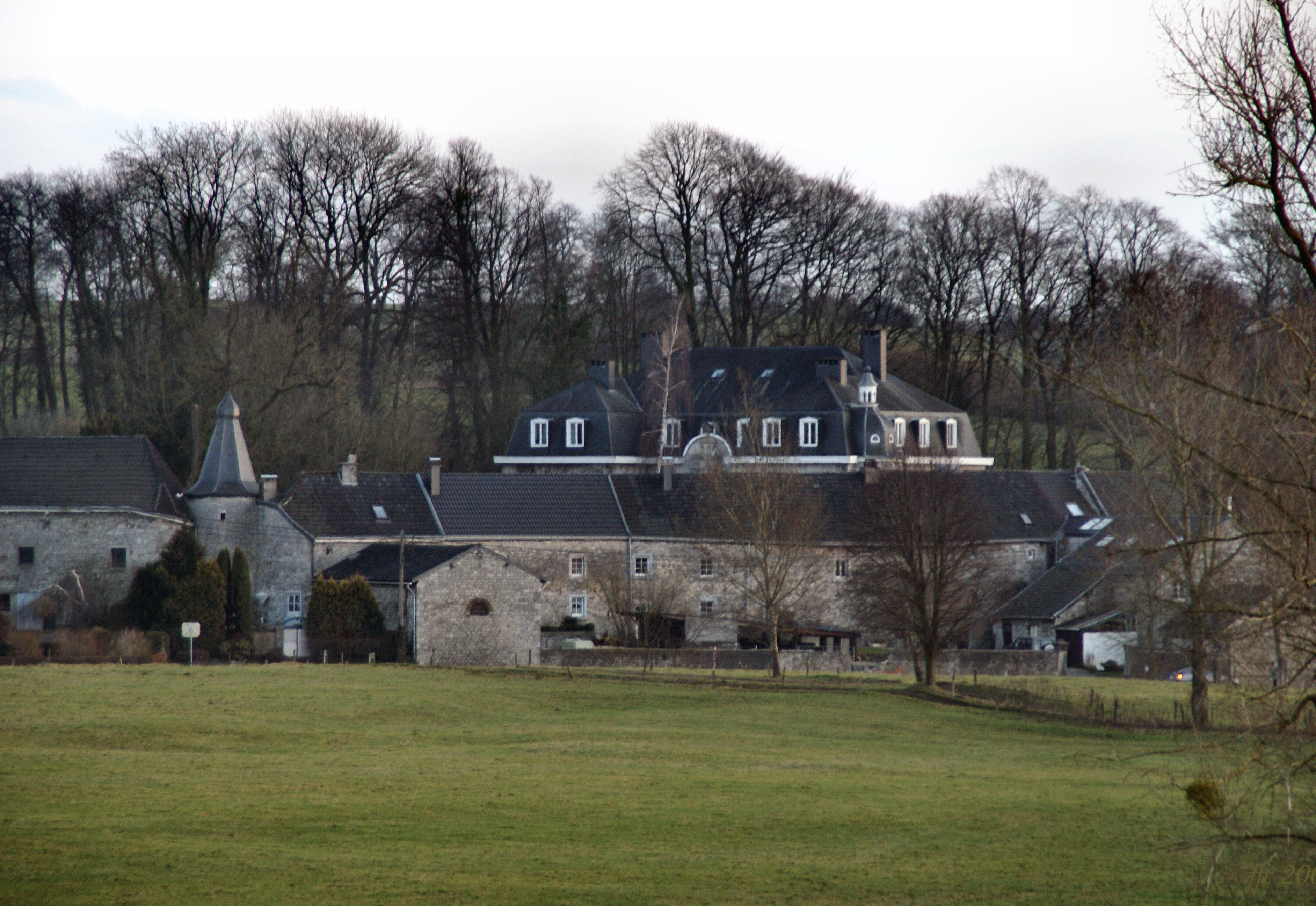
Kasteel van Lontzen, met kasteelboerderij

Het kasteel van Lontzen (Schloss Lontzen) is een kasteel in de Belgische plaats Lontzen, gelegen aan de Schlossstraße.

## Geschiedenis
Hoewel Lontzen tot het Hertogdom Limburg behoorde was de heerlijkheid Lontzen, waarvan het kasteel de zetel was, een leen van het Onze-Lieve-Vrouwekapittel van Aken.
Het kasteel werd voor het eerst vermeld in 1275 en was toen in bezit van Conrad van Lontzen. Het kasteel, bewoond door diens zoon Hendrik, werd belegerd door de Geldersen tijdens de Limburgse Successieoorlog en hield veertig dagen stand, alvorens de Brabantse troepen arriveerden om Hendrik te ontzetten. Tijdens de Slag bij Woeringen (1288) werden Conrad en Henri gevangen genomen. Het kasteel werd verwoest door de Hertog van Brabant. In 1289 verkocht Conrad de ruïne en het landgoed aan graaf Gwijde van Dampierre, maar in 1293 kocht Hendrik het weer terug. In 1315 stierf hij. Daarna wisselde de heerlijkheid regelmatig van eigenaar.
In 1578 werd het kasteel belegerd door de Spaansgezinde troepen van Parma. Na drie dagen werd het ingenomen en tot 1584 bleven er Spaanse troepen gelegerd, waarna het werd teruggegeven aan Willem van Goltstein, die de toenmalige eigenaar was. In 1702 werd, tijdens de Spaanse Successieoorlog, de hoofdtoren opgeblazen door de graaf van Regnac, commandant van de Franse troepen in het Hertogdom Limburg. Ook de rest van het gebouw liep daarbij aanzienlijke schade op. De bouwval kwam in 1732 in bezit van graaf Jacques-Louis d'Harscamp, gehuwd met barones Marie-Elisabeth de Rolshausen. Zij bouwden in 1738 een voorportaal dat voorzien was van hun wapenschilden. Zij sloopten het oude kasteel en bouwden een nieuw, overeenkomend met het huidige nog bestaande kasteel.
In 1853 was het kasteel opnieuw in verwaarloosde staat, en werden restauratiewerkzaamheden uitgevoerd, door de toenmalige bezitter A. J. Jules de Grand'Ry. In 1972 brak er brand uit, maar in 1986 werd het kasteel door de toenmalige eigenaar hersteld.

## Gebouw
Het is een volledig omgracht pand met een enigszins vierkante plattegrond en gedekt door een mansardedak. Er is een park en tegenover het kasteel is een kasteelboerderij. Het woonhuis heeft twee korte vleugels en wordt bereikt via een stenen brug. Aan de westgevel is een moderne kapel gebouwd. Het kasteel heeft overblijfselen uit de 15e en 17e eeuw, is in wezen 18e-eeuws, maar vooral in de 19e eeuw is het sterk gewijzigd. Boven de toegangspoort is een halfcirkelvormig fronton aangebracht met het wapenschild van de Grand'Ry.
Van het oorspronkelijke militaire kasteel zijn slechts twee ronde torentjes van de buitenste ommuring overgebleven: één maakt deel uit van de kasteelboerderij, de andere ligt vlak bij de zuidelijke portaal van 1738.